# Avraham Daus
Avraham Daus (hebrejsky: אברהם דאוס, ‎6. června 1902 – 25. června 1974) byl izraelský dirigent a hudební skladatel.

## Biografie
Narodil se v Berlíně v tehdejším Německém císařství jako nejstarší syn v zámožné židovské asimilované rodině. V letech 1919 až 1921 studoval hru na piano a komponování na Hochschule der Künste v Berlíně a posléze na Hochschule für Musik und Theater v Mnichově. Mezi lety 1922 a 1933 působil v operních domech ve Wrocławi, Dortmundu, Krefeldu a Wuppertalu. Po vzestupu nacismu v Německu v roce 1933 měl kvůli svému židovskému původu zakázáno pracovat a proto emigroval do Francie. Od roku 1928 byl aktivní v sionistickém hnutí a v roce 1936 emigroval do britské mandátní Palestiny.
V mandátní Palestině a později v Izraeli žil v kibucu a pracoval jako učitel hudby a sborový dirigent. Oženil se s učitelkou umění a ilustrátorkou Ilse Kantorovou, sestrou spisovatele Friedricha Torberga. Společně měli dvě dcery, Tamar a Tirsu.
Zemřel v roce 1974 v Tel Avivu.